# Fredrik Reinfeldt
John Fredrik Reinfeldt, (Österhaninge, 1965. augusztus 4. –) svéd jobboldali politikus, Svédország korábbi miniszterelnöke, a Mérsékelt Párt korábbi vezetője. A pártelnöki posztot 2003 októberében vette át Bo Lundgrentől, miniszterelnök pedig a svéd polgári pártok szövetsége által megnyert 2006-os választások után lett. Pártja 2014-ben elvesztette a választásokat, így ekkor Reinfeldt mind a miniszterelnöki, mind a pártvezetői posztról lemondott.

## Pályafutása

### Fiatalkor és karrier
Fredrik Reinfeldt Stockholm megyében, Österhaningében született. Fiatal gyermekkorát részben Londonban töltötte, mivel apja ott dolgozott a Shell munkatársaként. A család a '60-as évek végén tért haza.
Az egyetemen a svéd hallgatói képviselet vezető testületének tagjává választották. 1990-ben közgazdász diplomát szerzett.
1991-ben képviselőként bekerült a parlamentbe. 1992 és 1995 között a párt ifjúsági tagozatának elnöke volt.
Később azonban mind kritikusabbá vált a Mérsékelt Párt vezetésével szemben. Miután a polgári oldal 1994-ben elveszítette a parlamenti választást, támadásba lendült az akkori pártelnökkel, Carl Bildttel szemben, aki Reinfeldt szerint túlságosan erősen uralta a pártot. A következő években nem kapott fontos politikai feladatot.

### Pártvezető
A pártnak a 2002-es választáson elszenvedett súlyos vereségét követően Reinfeldtet a mérsékeltek 2003. október 25-én tartott pártgyűlésén pártelnöknek választották.
Reinfeldt meghatározó személyisége volt 2004 közepén a Szövetség Svédországért (svédül: Allians för Sverige) nevű polgári választási szövetség létrehozásának. Ennek a négy pártból (Mérsékelt Párt, Liberális Néppárt, Centrum Párt, Kereszténydemokraták) álló szövetségnek sikerült megnyernie a 2006. szeptember 17-én tartott választásokat és Reinfeldt 2006. október 6.-án kormányfő lett. Ezzel a szociáldemokraták 12 éves kormányzása ért véget.
Reinfeldt 2009. júliusától újévig töltötte be az Európai Tanács elnöke tisztséget, Svédország európai uniós elnöksége keretében.
A 2010-es választásokat pártja megnyerte, de elvesztette többségét a parlametben, így Rinfeldt kénytelen volt kisebbségi kormányt alakítani.
Pártja a 2014-es parlamenti választáson vereséget szenvedett a svéd baloldali pártok szövetségétől, így Reinfeldt beadta lemondását.

## Magánélete
1992-ben házasodott össze Filippa Reinfeldttel, aki szintén mérsékelt párti politikus, Stockholm megye egészségügyi tanácsának vezetőjeként is dolgozott. Három gyermekük született. A pár 20 év házasság után 2012-ben elvált egymástól.